# Sparks
Sparks er et amerikansk rock og pop band der blev dannet i 1972 i Los Angeles, Californien. Det består af de to brødre Ron Mael (keyboard, primær sangskriver og tekstforfatter) og Russell Mael (vokal). Oprindeligt hed bandet Halfnelson i 1971, og de udgav albummet af samme navn. Da gennembruddet i deres hjemland USA slog fejl ændrede brødrene navnet til Sparks.

## Karrierens begyndelse
Bandet var særlig populært i midten af 1970'erne i Europa efter et kommercielt gennembrud med det excentriske hit "This Town Ain't Big Enough For Both Of Us" og det stærkt indflydelsesrige album Kimono My House.
Fra 1980’erne blev Sparks et udpræget kultband, som genopstod når brødrene havde lyst med diverse musikere. Bandet afprøvede flere forskellige musikgenrer: Maskinel Giorgio Morodor-disco i 1980'erne, feststemt lettere jazzet elektro-pop i 1990'erne, og efter årtusindskiftet en eklektisk men melodiøs blanding af rock, pop, elektronika og elementer af operette.
Ifølge Mael-brødrene selv var de tæt på at tilknytte Brian May til Sparks i 1974 omkring udgivelsen af Kimono My House. Faktisk var Queen kun opvarmningsband for Sparks en af aftenerne i Marquee Club i London efter udgivelsen af A Woofer in Tweeter's Clothing.
Brian May valgte at blive i Queen, der året efter udgav A Night at the Opera.[kilde mangler]

## Indflydelse
Sparks har inspireret mange bands igennem tiderne, deriblandt:
Queen, Soft Cell, Morrissey, Depeche Mode, Pet Shop Boys, The Darkness og Franz Ferdinand, som de i 2015 indspillede et album og turnerede med som supergruppen FFS.
Blandt dem der selv fremhæver Sparks som en kraftig indflydelse er:
Kurt Cobain, Arcade Fire, Fang Island, Ott, MGMT, Sonic Youth, Ramones, Duran Duran, Björk, New Order, Def Leppard, Faith No More, The Pixies, Ween, Mark Burgess fra The Chameleons og They Might Be Giants.

## Film og fremtidige projekter
I juni 2021 fik Edgar Wrights dokumentarfilm The Sparks Brothers biografpremiere i USA med historie og musik af Sparks, instrueret af Leos Carax og med Adam Driver og Marion Cotillard i hovedrollerne.
A Steady Drip, Drip, Drip fra 2020 opnåede både anmelderbegejstring og en syvendeplads på den engelske albumhitliste, men den planlagte europaturné (bl.a. med stop i DR Koncerthuset) måtte udskydes på ubestemt tid grundet Covid. I marts 2021 afslørede brødrene, at de begge var ude af selvisolation og i færd med at indspille deres femogtyvende album i Russell Maels hjemmestudie.

## Diskografi

### Albums
- 1971: Halfnelson
- 1972: A Woofer in Tweeter's Clothing
- 1974: Kimono My House
- 1974: Propaganda
- 1975: Indiscreet
- 1976: Big Beat
- 1977: Introducing Sparks
- 1979: No.1 in Heaven
- 1980: Terminal Jive
- 1981: Whomp That sucker
- 1982: Angst in my Pants
- 1983: Sparks in Outer Space
- 1984: Pulling Rabbits Out of a Hat
- 1986: Music That You Can Dance To
- 1988: Interior Design
- 1994: Gratuitous Sax & Senseless Violins
- 1997: Plagiarism
- 2000: Balls
- 2002: Lil' Beethoven
- 2006: Hello Young Lovers
- 2008: Exotic Creatures Of The Deep
- 2009: The Seduction Of Ingmar Bergman
- 2013: Two Hands One Mouth
- 2015: FFS (Med Franz Ferdinand)
- 2017: Hippopotamus
- 2020: A Steady Drip, Drip, Drip
- 2021: Annette (Soundtrack)
- 2023: The Girl Is Crying in Her Latte